# Apogon gouldi
Apogon gouldi is een straalvinnige vissensoort uit de familie van kardinaalbaarzen (Apogonidae). De wetenschappelijke naam van de soort is voor het eerst geldig gepubliceerd in 1977 door Smith-Vaniz.